# Karl Falkenberg (Schauspieler)

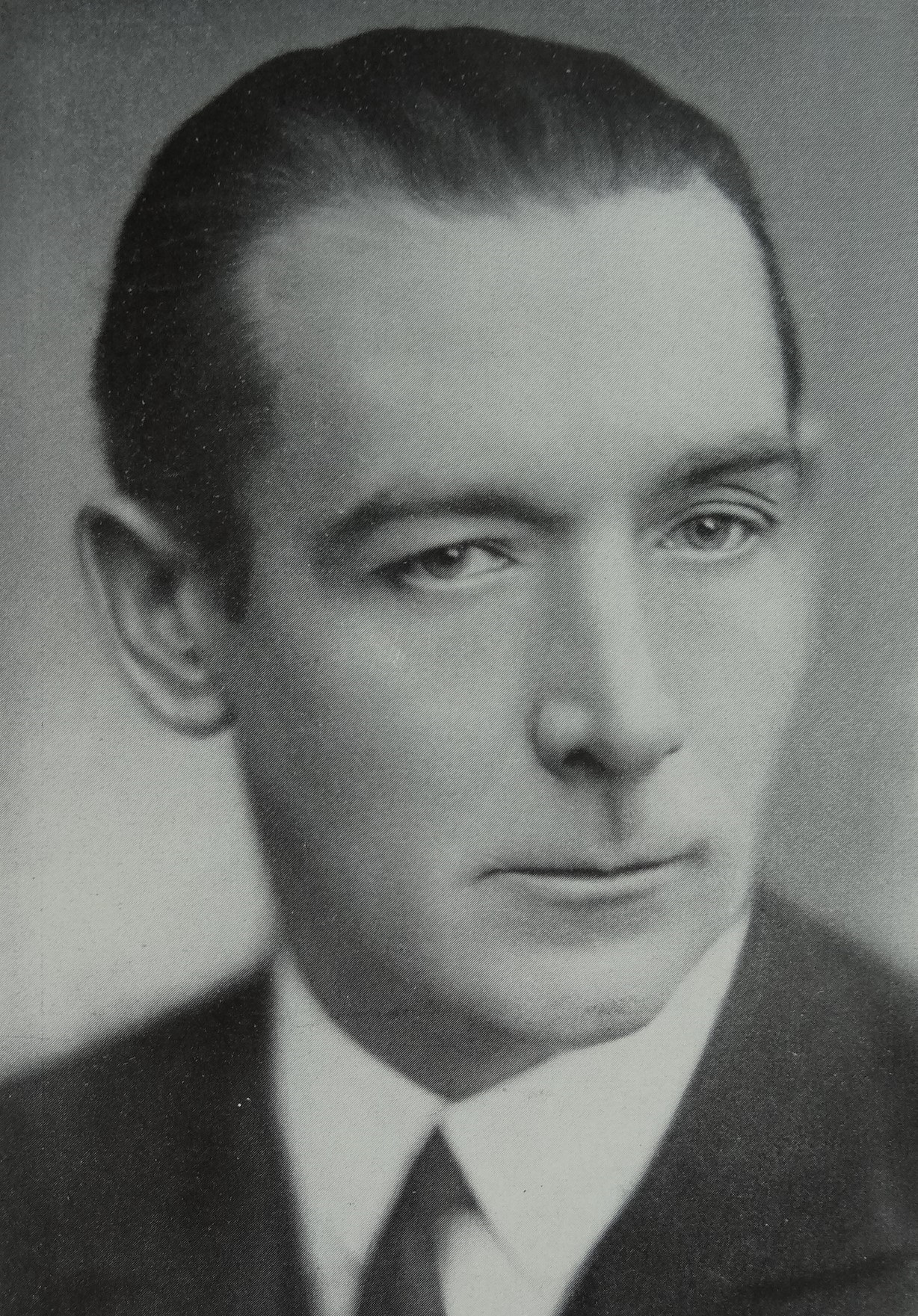
Karl Falkenberg
(Wilhelm Willinger, um 1928)

Karl Falkenberg bzw. Carl Falkenberg (eigentlich Carl Franz Josef Hauer; * 6. April 1887 in Wien; † 9. April 1936 in Berlin) war ein österreichischer Schauspieler bei Bühne und Film.

## Leben und Wirken
Der geborene Carl Hauer war ein Sohn des Kommis Karl Anton Hauer und seiner Gattin Maria Josefa, geb. Landherr. Durch den Operettensänger und Komiker Karl Augustin, einen Verwandten, kam er bereits früh in Kontakt mit der Bühnenwelt und gab unmittelbar nach Besuch der Realschule – ohne künstlerische Ausbildung – seinen Einstand als 16-Jähriger am Wiener Jantsch-Theater. Um 1910 war er parallel zu seiner künstlerischen Tätigkeit Inhaber der Kupferwarenfabrik Josef Hentschel’s Nachfolger Carl Hauer. Er blieb noch mehrere Jahre an Wiener Bühnen, so 1911 an der Residenzbühne, und wurde zu dieser Zeit vom österreichischen Kinematographie-Pionier Sascha Kolowrat-Krakowsky für den Film entdeckt. Mit ihm drehte Falkenberg eine Reihe von Filmen, deren Titel jedoch bis auf einen nicht verifizierbar sind. 1912 ist ein Engagement bei der Exl-Bühne in Baden und in Graz nachweisbar, 1912/13 am Grazer Theater am Franzensplatz. 1914 wurde er vom Wiener Intimen Theater engagiert, 1915 am Wiener Stadttheater.
Anschließend übersiedelte Falkenberg nach Berlin, um einem Engagement ans Lessing-Theater nachzukommen. Seit 1916 regelmäßig vor deutschen Filmkameras auftretend, konzentrierte er sich fortan ganz auf seine Filmtätigkeit und trat nicht mehr am Theater auf. Falkenberg deckte mit seinem Rollenrepertoire die ganze Palette verschiedenartiger Nebenrollen-Typen ab: Er spielte Kleinganoven wie Adelige, Tangotänzer wie Hohepriester, Maurer wie Herrenreiter, Kriminalkommissare wie Kellner.
Karl Falkenbergs erste Ehefrau war von 1909 bis zur Scheidung 1912 die Wienerin Frieda Hentschel, mit der er ab 1910 eine Tochter hatte. In den 1920er Jahren soll Falkenberg mit seiner Berufskollegin Helena Makowska verheiratet gewesen sein. Er starb 1936 im Auguste-Viktoria-Krankenhaus in Berlin-Schöneberg.

## Filmografie
- 1913: In meinem Hause wird nicht geküßt
- 1916: Das Skelett
- 1916: Wenn Menschen reif zur Liebe werden
- 1916: Der Erbe von Het Steen
- 1917: Wer küßt mich?
- 1917: Das Geschlecht der Schelme, 1. Teil
- 1918: Der Volontär
- 1918: Lebendig tot
- 1918: Clown Charly
- 1918: Tausend und eine Frau
- 1918: Der seltsame Gast
- 1918: … der Übel größtes aber ist die Schuld
- 1918: Nur ein Schmetterling
- 1918: Der lachende Tod
- 1918: …um eine Stunde Glück
- 1918: Das Mädchen aus der Opiumhöhle
- 1918: Die letzte Liebesnacht der Inge Tolmein
- 1918: Der tote Gast
- 1918: Unter fremden Willen
- 1918: Kain, 1. Teil: Das Verhängnis auf Schloß Santarem
- 1918: Der Weg, der zur Verdammnis führt
- 1919: Seelenverkäufer
- 1919: Fantasie des Aristide Caré, 3. Teil: Der Schmuck der Gräfin
- 1919: Die Sumpfhanne
- 1919: Der blasse Albert
- 1919: Moderne Töchter
- 1919: Opfer der Schmach
- 1919: Um den Bruchteil einer Sekunde
- 1919: Die Menschen, die nennen es Liebe
- 1919: Des Teufels Puppe
- 1920: Das Grand Hotel Babylon
- 1920: Satans Peitsche
- 1920: Eine Frau mit Vergangenheit
- 1920: Schiffe und Menschen
- 1920: Erpreßt
- 1920: Opfer seines Leichtsinns
- 1920: Hyänen auf dem Schlachtfelde des Lebens, 2. Teil
- 1920: Das Lied der Puszta
- 1920: Die Siegerin
- 1920: Wirbel des Verderbens
- 1921: Der Gang durch die Hölle
- 1921: Ihr schlechter Ruf
- 1921: Der Schatten der Gaby Leed
- 1921: Die Minderjährige
- 1921: Die Abenteuer eines Ermordeten, 2 Teile
- 1921: Die Brillantenmieze, 2 Teile
- 1921: Der Passagier in der Zwangsjacke
- 1921: Der Schrecken der roten Mühle
- 1921: Der Held des Tages
- 1921: Der schwere Junge
- 1921: Pariserinnen
- 1921: Das Geheimnis der sechs Spielkarten, 6. Teil
- 1921: Die Liebesabenteuer der schönen Evelyne
- 1921: Das ungeschriebene Gesetz
- 1922: Kaschemmengräfin
- 1922: Im Glutrausch der Sinne, 2 Teile
- 1922: Der Heiratsschwindler
- 1922: Das Lebensroulette
- 1922: Bummellotte
- 1922: Das blinde Glück
- 1922: Das Testament des Joe Sivers
- 1922: Maciste und der Sträfling Nr. 51
- 1923: Maciste und die chinesische Truhe
- 1923: Katjuscha Maslowa
- 1923: Er ist Dein Bruder
- 1923: Seine Frau, die Unbekannte
- 1923: Der Tiger des Zirkus Farini
- 1923: Die Tragödie einer Liebesnacht
- 1923: Bob und Mary
- 1924: Die vier letzten Sekunden des Quidam Uhl
- 1924: … die sich verkaufen
- 1924: Der Schrei in der Wüste
- 1924: Das blonde Hannele
- 1924: Das Herz der Lilian Thorland
- 1924: Marie d’Amour und ihre Liebhaber
- 1924: Sklaven der Liebe
- 1925: Heiratsschwindler
- 1925: Das Parfüm der Mrs. Worrington
- 1925: Die Liebe der Bajadere
- 1925: Marccos erste Liebe
- 1925: Marcco, der Bezwinger des Todes
- 1925: Irrgarten der Leidenschaft
- 1926: Die letzte Droschke von Berlin
- 1926: Ledige Töchter
- 1926: Achtung Harry! Augen auf!
- 1926: Nixchen
- 1926: Jagd auf Menschen
- 1926: Die Piraten der Ostseebäder
- 1927: Einer gegen alle
- 1927: Schwere Jungens – leichte Mädchen
- 1927: Mein Freund Harry
- 1928: Der Piccolo vom Goldenen Löwen
- 1928: Die lustigen Vagabunden
- 1928: Die seltsame Nacht der Helga Wangen
- 1929: Kinder der Straße
- 1929: Möblierte Zimmer
- 1929: Der Ruf des Nordens
- 1929: Nacht vor dem Tode
- 1929: Rosen blühen auf dem Heidegrab
- 1929: Auf Leben und Tod
- 1929: Engel im Séparée
- 1929: Großstadtkinder
- 1930: Moral um Mitternacht
- 1930: Kasernenzauber
- 1930: Stürmisch die Nacht
- 1930: Gigolo
- 1934: Schützenkönig wird der Felix
- 1934: Herz ist Trumpf
- 1934: Polarstürme
- 1935: Der rote Reiter
- 1936: Ein seltsamer Gast